# The Oppressed
The Oppressed ist eine antifaschistische Oi!-Band aus Wales die 1981 in Cardiff gegründet wurde. Die meisten der des Öfteren wechselnden Mitglieder der Band waren Skinheads. Während ihrer gesamten Karriere bekundeten die Bandmitglieder, allen voran Sänger Roddy Moreno immer wieder öffentlich ihre antirassistische und antifaschistische Meinung: In ihren Texten, in Interviews u. ä. 1989 besuchte Moreno New York und traf mehrere Mitglieder der SHARP-Bewegung (Skinheads Against Racial Prejudices – deutsch: Skinheads gegen rassistische Vorurteile). Nach seiner Rückkehr nach Großbritannien begann er die Ideale der SHARP-Bewegung den britischen Skinheads näher zu bringen.

## Diskographie

### EPs
- Never Say Die (1983)
- Victims / Work Together (1983)
- Fuck Fascism (1995)
- 5-4-3-2-1 (1996)
- They Think Its All Over…It Is Now(1996)
- Anti-Fascist Oi! (1996)
- Best of the Oppressed Bonus 7 Inch (1996)
- The Richard Allen Tribute Single (1997)
- Strength in Unity (1997)
- The Noise (1997)
- Oppressed / Fatskins (1998)
- Out on the Streets Again (1999)

### LPs
- Oi!Oi! Music (1984)
- Fatal Blow (1985)
- Dead & Buried (1988)
- Dead & Buried / Fatal Blow Reissue (1996)
- The Best of the Oppressed (1996)
- Music for Hooligans (1996)
- We Can Do Anything (1996)
- Live (Llanrumney Youth Club 1984) (1997)
- More Noize for the Boys (1998)